# 1월 봉기
1월 봉기(1月 蜂起, 폴란드어: powstanie styczniowe, 리투아니아어: 1863 m. sukilimas, 벨라루스어: Паўстанне 1863-1864 гадоў)는 1863년 1월 22일부터 1864년 6월 18일까지 옛 폴란드-리투아니아 연방에서 러시아 제국의 지배를 반대하면서 일으킨 무장 봉기이다.
폴란드인 청년들이 러시아 제국의 군대에 징병된 것에 항의하는 운동에서 시작되었으며 폴란드인, 리투아니아인 관리들, 정치인들이 참가했다. 이들 중 좌파 세력들은 폴란드 국민정부를 결성하여 러시아 제국에 반기를 들기도 하였다. 그러나 전체적으로 반란군은 규모가 작았고 외국으로부터 본격적인 지원을 받은 적이 없었기 때문에 필연적으로 게릴라 전술을 사용할 수 밖에 없었다. 반란군은 어떠한 군사적 승리도 얻지 못했고 특정 주요 도시와 요새를 점령할 수도 없었지만 소작농들을 민족주의 운동에서 멀리하기 위해 폴란드 입헌왕국에서 실시된 농노제 폐지의 효과를 퇴색시키는 데에는 성공했다.
반란 참가자들에게는 처형, 시베리아 유형과 같은 잔혹한 보복이 기다리고 있었다. 1월 봉기 이후에는 러시아와의 동군연합 상태로 남아 있던 폴란드 입헌왕국이 해체되고 프리비슬린스키 크라이가 설치되게 되었다. 이러한 러시아 제국 정부의 엄격한 대응으로 인해 폴란드인들, 리투아니아인들은 군사적 투쟁을 일으키는 것을 포기하는 대신 "유기적 노동"의 이념을 받아들였고 경제적, 문화적 국력 강화에 전념하게 된다.

## 사진

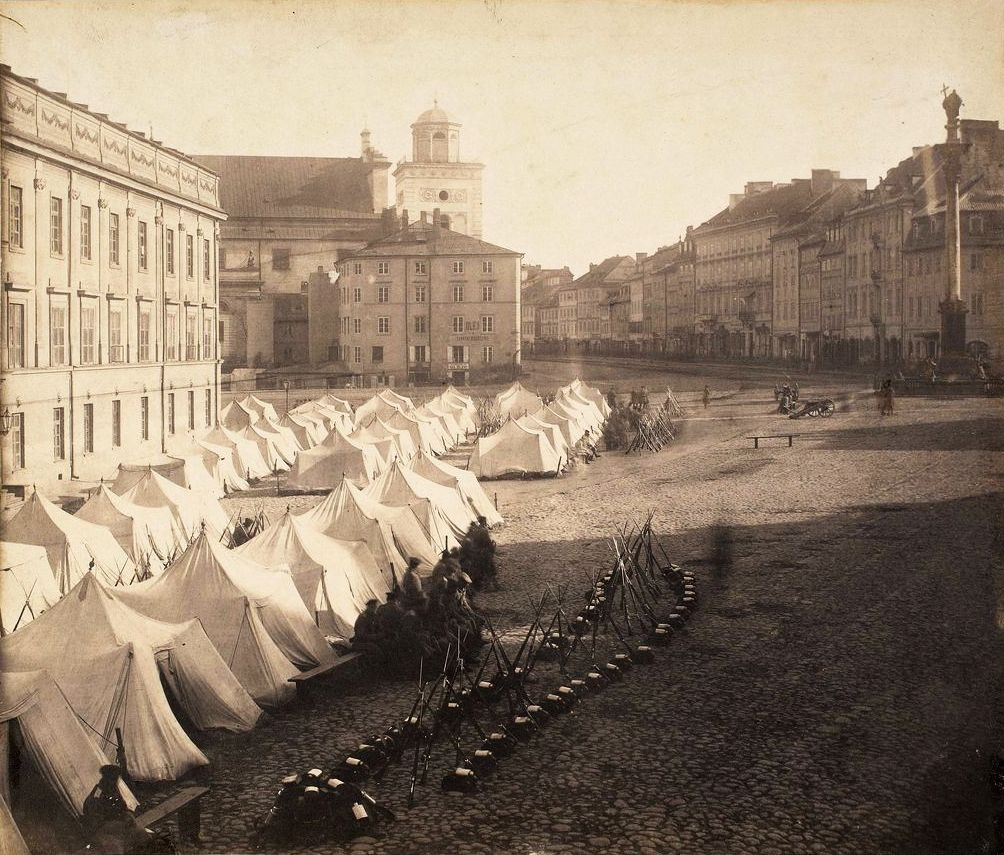
1861년 계엄령을 선포하기 위해 바르샤바에 주둔한 러시아 제국군

## 같이 보기
- 폴란드 입헌왕국
- 폴란드 국민정부 (1863년)
- 프리비슬린스키 크라이